# Abydosaurus mcintoshi
Abydosaurus mcintoshi („Ještěr z Abydu“) byl poměrně velký sauropodní dinosaurus z čeledi Brachiosauridae, který žil v období pozdní rané křídy (asi před 104,5 miliony let) na území dnešního Utahu v USA.

## Popis
Zajímavostí je, že u tohoto dinosaura byla objevena také kompletní lebka, u sauropodů velmi vzácná. Jde také o první kraniální materiál, objevený u křídového sauropoda na území amerických kontinentů. Zuby abydosaura jsou poměrně štíhlé, což je pro brachiosaurida netypické. Tělesné rozměry abydosaura není na základě dostupného fosilního materiálu možné přesněji určit. Jeho délka se však pohybovala přibližně kolem 18,3 metru.

## Objev
Fosilní materiál nese označení DINO 16488 a jde o téměř kompletní lebku se spodními čelistmi a první čtyři krční obratle. Dále byly v pískovcích geologického souvrství Cedar Mountain objeveny kosti končetin a páteře dalších tří jedinců. Datováním zirkonových krystalů vyšlo vědcům velmi přesné stáří 104,46 (± 0,95) milionů let (věk alb, raná křída).

## Vědecký popis
Dinosaurus byl formálně popsán v roce 2010 paleontologem Danielem Churem a jeho kolegy. Rodové jméno vychází z egyptské mytologie a vztahuje se k městu Abydos na Nilu. Druhové je poctou americkému paleontologovi Johnu McIntoshovi za jeho práci pro lepší pochopení sauropodních dinosaurů.